# Scandale des œufs contaminés au fipronil
 (septembre 2017).

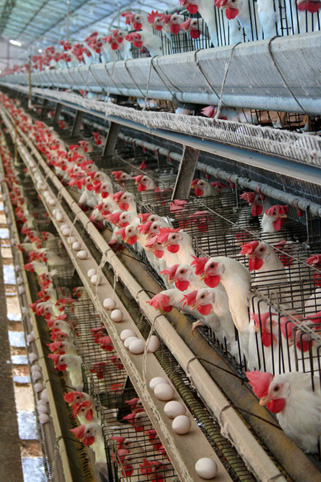
Les œufs de poules élevées en batteries principalement utilisés dans les aliments industriels sont ceux les plus touchés.

Le scandale des œufs contaminés au fipronil est un scandale sanitaire ayant débuté en Europe en 2017 avant de se propager en Asie.
Début juin 2017, la Belgique est alertée par un exploitant. L'Agence fédérale pour la sécurité de la chaîne alimentaire (AFSCA) — l'agence sanitaire belge — détermine alors après enquête qu'une entreprise néerlandaise, Chickfriend, a revendu des traitements acaricides contre le pou rouge pour des poules pondeuses achetés chez Poultry-Vision, une entreprise belge. Ces traitements, à base de fipronil, sont interdits pour les animaux destinés à la consommation humaine. Ils ont été utilisés par des entreprises de désinfection dans des exploitations agricoles aux Pays-Bas, en Belgique et en Allemagne. Plus de six mille litres de produit interdit ont été saisis chez Poultry-Vision.
Des millions d'œufs de poule ont été retirés du commerce, dont des œufs estampillés « bio » provenant des Pays-Bas,. La viande de poulet ne serait pas concernée.
Selon des factures, des traitements à base de fipronil pour le secteur avicole auraient été livrés en Belgique dès mai 2016. Il est donc probable que différents aliments industriels − qui utilisent principalement des œufs de poules élevées en batterie − en contiennent,,, mais ils pourraient être consommés en toute sécurité selon l'AFSCA.
Fin août 2017, le ministère de l'Agriculture et de l'Alimentation français annonce qu'un autre pesticide, l'amitraze, a également été utilisé de façon illégale dans des élevages de poules pondeuses.

## Chronologie
Le 2 juin, la Belgique est alertée par un exploitant à la suite d'une analyse du 15 mai 2017 ayant détecté de façon fortuite du fipronil,.
Le 20 juillet, la Belgique alerte la Commission européenne via le RASFF, un système d'alerte qui signale les problèmes relatifs aux produits agroalimentaires dans l'Union européenne.
Le 1er août, les Pays-Bas annoncent avoir détecté du fipronil dans des centaines de milliers d’œufs. La Belgique affirme que les Pays-Bas — l’un des plus gros exportateurs d’œufs au monde, avec près de cinquante millions de poules pondeuses — sont au courant depuis novembre 2016, ce que ceux-ci démentent,. C'est en novembre 2016 que la NVWA (nl) (l'Agence alimentaire néerlandaise) a reçu pour la première fois une indication quant à l'utilisation de fipronil pour lutter contre le pou rouge dans les élevages de volaille,.
Le 8 août, l'AFSCA communique une liste de dix codes œufs à ne pas consommer : 2BE3084-2, 2BE3084-3, 2BE3084-6, 2BE3123-A, 2BE3123-B, 2BE3123-C, 3BE4004, 3BE4005, 1BE8016 et 3BE3114.
Le 10 août, onze pays européens sont concernés : l'Allemagne, la Belgique, le Danemark, la France, le Luxembourg, les Pays-Bas, la Roumanie, le Royaume-Uni, la Slovaquie, la Suède et la Suisse.
Dans un communiqué du 11 août, la Commission européenne ajoute à la liste des pays touchés la Pologne, l'Irlande, l'Italie, la Slovénie et l'Autriche. En dehors de l'Europe, Hong-Kong est également touché.
L'Autriche confirme le 14 août être touchée, après l'analyse d'échantillons de jaune d'œuf.
Le 15 août, le ministère de l’Agriculture, de l’Alimentation et des Affaires rurales sud-coréen annonce que des œufs contaminés ont été découverts dans deux fermes à l'est de Séoul. Le pays ouvre alors ses frontières aux œufs importés d'Espagne. Le même jour en Hongrie sont retirés du marché plusieurs lots d’œufs contaminés importés d'Allemagne et destinés à des restaurants du pays.
Le 22 août, le directeur du Conseil de l'Agriculture de Taïwan, Chen Chi-chung, déclare que du fipronil a été trouvé dans des œufs produits par des exploitations à Taiwan.
Le 30 août, le scandale s'étend à Malte où des œufs contaminés sont trouvés.
Le 31 août, la Commission européenne déclare à la suite d'une enquête, que la fraude remonte à septembre 2016.
Le 12 juin 2018, le Fipronil fait à nouveau parler de lui avec le rappel en Allemagne de 73 000 œufs contaminés en provenance des Pays-Bas.

## Situation en France

### Évolution chronologique
Le 5 août 2017, le ministre de l'Agriculture et de l'alimentation déclare qu'« à ce jour, la France n'est toujours pas dans la liste des pays concernés par cette contamination », évoquant alors un « risque de contamination limité ».
Dès le 7 août 2017, un communiqué de presse du gouvernement annonce que treize lots d'œufs contaminés en provenance des Pays-Bas ont été livrés à deux établissements français de fabrication d'ovoproduits. Un élevage du Pas-de-Calais est alors placé sous surveillance.
Le 8 août 2017, le nombre d'établissements concernés passe à cinq.
Le 9 août 2017, Stéphane Travert, ministre de l'Agriculture, tient une conférence de presse où il pointe du doigt la coopération entre les pays européens, qui n'aurait selon lui pas permis aux autorités françaises de réagir « dès les premiers instants ».
Le 11 août 2017, Stéphane Travert révèle que 250 000 œufs contaminés ont été vendus en France depuis avril. Entre le 16 avril et le 2 mai 2017, un premier lot de 196 000 œufs contaminés en provenance de Belgique est mis en vente en France, sans répercussion sur la santé constatée d'après l'ANSES. Entre les 19 et 28 juillet, un lot de 48 000 œufs contaminés, venant des Pays-Bas et portant le code 0NL43651-01, est mis en vente dans le commerce en France. Le distributeur Leader Price retire ces œufs de ses rayons dès qu'il est informé du risque de contamination.
Le 15 août 2017, le ministère annonce que la liste des produits dépassant les teneurs en fipronil autorisées sera prochainement publiée.
Le 16 août 2017, selon un communiqué de la FCD, bien qu'il n'y ait pas de rappel officiel, les supermarchés retirent les produits qu'ils suspectent d'être contaminés sans en informer les consommateurs au moyen d'affichettes dans les rayons.  
Le 17 août 2017, le ministère publie une première liste qui sera actualisée le lendemain. Seize produits sont concernés.
Le 17 septembre 2017, un mois après la publication de la première liste, plus de 40 produits sont concernés selon le site officiel du ministère de l'agriculture.

### Établissements de transformations d'œufs ou d'ovoproduits concernés
Au 17 août 2017, le ministère de l'Agriculture et de l'Alimentation a identifié seize établissements de transformations ayant reçu des œufs ou des ovoproduits contaminés au fipronil.
Le 22 août 2017, un établissement a été retiré de liste officielle après que le ministère de l'Agriculture et de l'Alimentation a constaté que la quantité de produits contaminés n'était pas de 10 800 œufs, mais de seulement 200 œufs.
Deux nouveaux établissements ont été identifiés le 24 août 2017.
| Département         | Établissement français     | Origine du fournisseur               | Quantité d'œufs         |
| ------------------- | -------------------------- | ------------------------------------ | ----------------------- |
| Côte d'Armor (22)   | Agro Terroirs SARL         | Pays-Bas                             | 10 800 200              |
| Aveyron (12)        | Soulié Restauration        | Lodewijckx ( Belgique)               | 200 kg d'ovoproduits    |
| Maine-et-Loire (49) | Igreca                     | Extrade ( Pays-Bas)                  | 743 040                 |
| Morbihan (56)       | Futurœuf                   | Ovocom ( Belgique)                   | 194 400                 |
| Morbihan (56)       | Mix Buffet                 | Belgique                             | 26 130 œufs écalés      |
| Moselle (57)        | La Fournée Dorée           | Belgique                             | 29 tonnes d'ovoproduits |
| Nord (59)           | Ovoservice                 | Van Zetten - Europe Nord ( Pays-Bas) | 308 000                 |
| Nord (59)           | Pidy Production            | Belgique                             | 4 080                   |
| Pas-de-Calais (62)  | Sovimo                     | Agraprodukt ( Pays-Bas)              | 64 800                  |
| Bas-Rhin (67)       | Horvat SAS                 | Allemagne                            | 1 tonne d'ovoproduits   |
| Bas-Rhin (67)       | Heimburger SAS             | Global Food ( Pays-Bas)              |                         |
| Haut-Rhin (68)      | Val Fleuri                 | Pays-Bas                             | 43,94 tonnes            |
| Rhône (69)          | Randy SAS                  | Lodewijckx ( Belgique)               | 900 kg d'ovoproduits    |
| Vendée (85)         | La Fournée Dorée           | Belgique                             | 31 tonnes               |
| Vendée (85)         | Ex-Trade (Les Œufs Geslin) | Pays-Bas                             | 309 600                 |
| Vendée (85)         | Sofresh                    | Belgique                             | 23 620 œufs écalés      |
| Vendée (85)         | Goodwich                   | Belgique                             | 7 920 œufs écalés       |
| Vendée (85)         | La Belle Henriette         | Belgique                             | 4 992 œufs écalés       |
| Vienne (86)         | Samo                       | Burger trading ( Pays-Bas)           | 1 121 040               |

### Centres de conditionnements d'œufs concernés
Au 24 août 2017, le ministère de l'Agriculture et de l'Alimentation a identifié deux centres de conditionnement ayant reçu des œufs ou des ovoproduits contaminés au fipronil.
| Département | Établissement français | Origine du fournisseur          | Quantité d'œufs reçus        | Quantité d'œufs commercialisés en France |
| ----------- | ---------------------- | ------------------------------- | ---------------------------- | ---------------------------------------- |
| Nord (59)   | Carton Jean SARL       | Debiest ( Belgique)             | 305 404 (code 2 BE 3084-3)   | 196 200                                  |
| Somme (80)  | Œuf Nord Europe        | Eierencentrale West ( Pays-Bas) | 172 800 (code 0 NL 43651-01) | 63 808                                   |

### Grossistes concernés
Au 24 août 2017, le ministère de l'Agriculture et de l'Alimentation a identifié 41 grossistes ayant échangé un total de 57 tonnes d'ovoproduits contaminés.
| Département | Établissement                    | Origine des produits |
| ----------- | -------------------------------- | -------------------- |
| 06          | ANC Surgeles                     | Belgique             |
| 11          | Pedrero SAS                      | Belgique             |
| 13          | Manzon Jean-Claude SA            | Belgique             |
| 18          | Guilmot-Gaudais SAS              | Belgique             |
| 25          | JR distribution                  | Belgique             |
| 26          | Pellerin distribution            | Belgique             |
| 27          | Crembeur Ets.                    | Belgique             |
| 28          | Boulanger distribution           | Belgique             |
| 29          | Bondu                            | Belgique             |
| 33          | Lodifrais Lormont                | Belgique             |
| 34          | Distrisud                        | Belgique             |
| 35          | Paviot/SAS Bondu                 | Belgique             |
| 40          | Patiboul SAS                     | Belgique             |
| 42          | RHD Labo                         | Belgique             |
| 44          | Laiterie du Grand Clos SA        | Belgique             |
| 44          | Le Rocher du lion SARL           | Belgique             |
| 49          | Fuseau                           | Belgique             |
| 51          | Pierre EURL                      | Belgique             |
| 51          | DGF distribution Reims-Betheny   | Belgique             |
| 54          | Grivel SARL                      | Belgique             |
| 57          | CBPL SARL                        | Belgique             |
| 58          | Lombart Lefebre SA               | Belgique             |
| 59          | Prolaidis                        | Belgique             |
| 59          | Vandenbulcke SARL                | Belgique             |
| 62          | Wolniak SAS                      | Belgique             |
| 62          | Prolaidis Boulogne               | Belgique             |
| 62          | Leconte ETS                      | Belgique             |
| 62          | Dessailly Gille restauration SAS | Belgique             |
| 63          | France frais Auvergne            | Belgique             |
| 67          | Sodifrais Illkirch               | Belgique             |
| 68          | Coopérative des boulangers       | Belgique             |
| 68          | Pierre Michel STE                | Belgique             |
| 69          | Blanchin SAS                     | Belgique             |
| 69          | Broc service frais               | Belgique             |
| 69          | Jallon SAS                       | Belgique             |
| 69          | Randy SAS                        | Belgique             |
| 84          | SDV Sorgues                      | Belgique             |
| 85          | Richard distribution (OREPI)     | Belgique             |
| 86          | Legeay/Goudeau SAS               | Belgique             |
| 88          | Cleurie SAS                      | Belgique             |
| 93          | Eurofromage                      | Belgique             |

### Produits retirés du marché en France ou rappelés chez les consommateurs
Le ministère de l'Agriculture et de l'Alimentation a publié sur son site internet une liste de produits retirés du marché ou rappelés chez les consommateurs. Les produits listés ci-dessous sont retirés du marché, car ils contiennent du fipronil à une concentration supérieure à la limite réglementaire (LMR de 0,005 mg/kg de produit).
| Dénomination du produit                                  | Marque                               | Origine                                | Date de mise sur le marché           | Produit sur Open Food Facts |
| -------------------------------------------------------- | ------------------------------------ | -------------------------------------- | ------------------------------------ | --------------------------- |
| Galette artisanale pur beurre ×4                         | Astruc                               | France Matières premières de Belgique  | 5 juillet 2017                       |                             |
| Gaufres pur beurre enrobage chocolat noir ×8             | Astruc                               | France Matières premières de Belgique  | 17, 24 août 2017                     |                             |
| 4 muffins                                                | Arizona (ALDI)                       | Belgique                               |                                      | 29018574                    |
| Gaufres                                                  | Biscuiterie Latour                   | France Matières premières de Belgique  |                                      |                             |
| Chocolat mini fourrés ×14 420 g                          | Mister Choc (Lidl)                   | France Matières premières des Pays-Bas | 17, 18, 19, 24 et 25 juillet 2017    | 20083328                    |
| Brownie Individuel Chocolat et Pépites 240 g             | Marque Repère (Leclerc)              | Belgique                               | 28 juin 2017                         | 3564700466339               |
| Brownie À Partager Chocolat Pépites 285 g                | Marque Repère (Leclerc)              | Belgique                               | 29 juin 2017                         | 3564700466377               |
| Muffins Pépites Chocolat Noir 4×75 g                     | Marque Repère (Leclerc)              | Belgique                               | 3 juillet 2017                       |                             |
| Muffins Vanille pépites chocolat 4×75 g                  | Leader Price                         | Belgique                               |                                      | 3263852675513               |
| Muffins chocolat pépites chocolat 4×75 g                 | Leader Price                         | Belgique                               |                                      | 3263852675612               |
| Muffins Vanille pépites chocolat fourrés noisette 4×75 g | Leader Price                         | Belgique                               |                                      |                             |
| Muffins Vanille fourrés myrtilles 4×75 g                 | Leader Price                         | Belgique                               |                                      |                             |
| Pommes Dauphines                                         | U                                    | Belgique                               |                                      | 3256224701699               |
| Mini torsades 7 œufs 250 g                               | Grand-Mère                           | France Matières premières des Pays-Bas | 17 juillet 2017                      |                             |
| Nids 4 mm 7 œufs 500 g                                   | Grand-Mère                           | France Matières premières des Pays-Bas | 17 juillet 2017                      |                             |
| Nids 4 mm 7 œufs 250 g                                   | Grand-Mère                           | France Matières premières des Pays-Bas | 17 juillet 2017                      | 3065620011024               |
| Nids 4 mm 7 œufs 250 g                                   | Nos régions ont du talent (Leclerc)  | France Matières premières des Pays-Bas | 17 juillet 2017                      | 3564709000268               |
| 8 mini gaufres 165 g                                     | Les Trouvailles de Lucile            | Pays-Bas                               | 27 juillet 2017                      | 3513851556741               |
| Frangipane 208 g                                         | Lotus                                | Belgique                               | 3 août 2017                          | 5410126050912               |
| Mini frangipane 260 g                                    | Lotus                                | Belgique                               | 7 juillet 2017                       | 5410126120561               |
| 4 gaufres 165 g le prix gagnant                          | Leader Price                         | Pays-Bas                               | 28 juin 2017                         |                             |
| 12 mini gaufres 250 g                                    | Leader Price                         | Pays-Bas                               | 1er août 2017                        | 3263852672611               |
| 6 gaufres poudrées 260 g                                 | Leader Price                         | Pays-Bas                               | 27 juillet 2017                      | 3263852672819               |
| 12 mini gaufres 250 g                                    | Franprix                             | Pays-Bas                               | 26 juillet 2017                      |                             |
| 6 gaufres poudrées 260 g                                 | Franprix                             | Pays-Bas                               | 26 juillet 2017                      |                             |
| 6 gaufres flash poudrées 260 g                           | Système U                            | Pays-Bas                               | 1er août 2017                        | 3256220178334               |
| 6 gaufres pâtissières 250 g                              | Système U                            | Pays-Bas                               | 6 juillet 2017                       | 3256220178341               |
| Gaufres moelleuses poudrées 260 g                        | Monoprix                             | Pays-Bas                               | 12 juillet 2017                      | 3350030205089               |
| Mini gaufres molles poudrées 208 g                       | Monoprix                             | Pays-Bas                               | 23 juin 2017                         |                             |
| 6 gaufres flash poudrées 260 g                           | Casino                               | Pays-Bas                               |                                      | 3222475538025               |
| Gaufres flash tous les jours 165 g                       | Casino                               | Pays-Bas                               |                                      |                             |
| Gaufres molles 345 g                                     | Chabrior (ITM)                       | Pays-Bas                               | 20 juillet 2017                      |                             |
| Gaufres molles 260 g                                     | Netto (ITM)                          | Pays-Bas                               | 20 juillet 2017                      | 3250392171384               |
| Gaufres molles 250 g                                     | Top Budget (ITM)                     | Pays-Bas                               | 20 juillet 2017                      | 3410280015835               |
| 6 gaufres poudrées 260 g                                 | P'tit Déli - Marque Repère (Leclerc) | Pays-Bas                               | 28 juin 2017                         | 3564700818404               |
| 12 gaufres aux œufs frais 250 g                          | Eco+ (Leclerc)                       | Pays-Bas                               | 28 juin 2017                         | 3450970094788               |
| Gaufres poudrées aux œufs frais (4×26 g)                 | Carrefour                            | Pays-Bas                               | 17 juillet, 29 juillet, 11 août 2017 |                             |

À cette liste s'ajoute aussi au moins un produit, le Moelleux chocolat sans gluten 450 g de la marque Dessert Factory, rappelé par Auchan Drive pour cause de fipronil.

## Établissements concernés hors de France
La société danoise Danaeg Products reçoit vingt tonnes d’œufs durs écalés d'un fournisseur belge. L'autorité alimentaire et vétérinaire du pays (Fødevarestyrelsen) a déclaré que « les œufs ont essentiellement été vendus à des cafétérias, des cafés et des traiteurs ». Nordic Egg, filiale danoise du groupe allemand Waden Group, a également importé deux tonnes d'ovoproduits contaminés.
En Hongrie, l'entreprise Asia Gastro Food (Ázsia Gasztro Élelmiszer Ltd) importe d'Allemagne une préparation surgelée à base d’œuf destinée à la réalisation de plats asiatiques appelée « Tamago Ei-Omelett-Block ». Les plats préparés de ce grossiste sont destinés aux établissements de restauration collective.
Au Royaume-Uni, la Food Standards Agency (FSA) publie une liste de produits contenant des œufs contaminés rappelés des supermarchés, on y trouve notamment des salades composées Sainsbury's, des sandwiches Morrisons, des sauces Waitrose ainsi que des salades composées Asda.
À Hong-Kong, le Centre de sécurité alimentaire diffuse dès le 4 août une alerte concernant les œufs de la marque Cheer importés des Pays-bas et vendus sur place. Le code sur la coquille est 2-NL 4378101.
À Taïwan, 354 exploitations sont contrôlées. Plus d'un million d'œufs contaminés a été retrouvé sur 44 sites de production.
En Suisse, les supermarchés Migros annoncent dans un communiqué en date du 4 août le retrait de leurs rayons de lots d’œufs de la marque M-Budget après la détection de fipronil en « valeurs infimes ». Les magasins Coop et ALDI n'ont pas trouvé de traces de fipronil dans leurs œufs importés, mais ont décidé de les retirer des étals préventivement.
En République tchèque et en Slovaquie, le 6 septembre, Mondelēz rappelle six lots de biscuits de sa marque Zlaté fabriqués avec des jaunes d'œufs en poudre contaminés au fipronil.
En Slovaquie, l'autorité de sécurité alimentaire du pays déclare, le 17 août, avoir reçu des résultats positifs de contamination au fipronil pour des préparations d’œufs pasteurisés à destination de quatre hôtels de luxe : le Crowne Plaza, le Sheraton, le Falkensteine et le Grand Hotel River Park de Bratislava. Ce sont 675 de ces préparations qui ont été livrées entre le 25 juillet et le 11 août 2017. C'est une entreprise autrichienne qui a fabriqué en Allemagne ses produits avec des œufs néerlandais. Les analyses réalisées en Autriche ont révélé des taux de 0,026 mg de fipronil par kg alors que la limite résiduelle autorisée est fixée à 0,005 mg/kg. Le 30 août, le ministère de l'Agriculture slovaque signale qu'une boulangerie appartenant à la compagnie néerlandaise Zeelandia installée à Rozhanovce a utilisé des préparations, à base d'œufs pasteurisés, fabriquées en Allemagne et contaminées au fipronil.
En Italie, du fipronil est retrouvé dans 127 lots d'omelettes surgelées du groupe allemand Kagerr distribués par une entreprise de Lombardie. À ceux-ci s'ajoutent des pâtes à l'œuf issues d'un atelier artisanal dans la province de Rome et des œufs d'un centre de conditionnement pour la grande distribution situé à Ancône.
En Norvège, le 22 août, le groupe agroalimentaire Orkla Foods publie par la voie de deux communiqués de presse deux listes totalisant seize sauces et vinaigrettes utilisant des œufs ou ovoproduits contaminés au fipronil et rappelés en magasin,.
En Bulgarie, un lot de 500 kg d'ovoproduits contaminés est utilisé pour produire des glaces et de la mayonnaise, un deuxième lot de 93 kg a également été retiré du marché le 29 août. Un troisième lot de mélanges d'œufs surgelés avoisinant les 1 440 kg a également été signalé le 5 septembre.
À Malte, des traces de fipronil ont été trouvées dans des œufs importés, mais aussi produits localement.

## Risque sanitaire
Le fipronil est un antagoniste de l'acide γ-aminobutyrique (GABA), il bloque les canaux à chlorures associés aux récepteurs du GABA et du glutamate ce qui en fait un puissant toxique pour de nombreux insectes et d'autres animaux à sang froid,. Il se lie à une haute affinité au site EBOB des récepteurs GABA chez les insectes et avec une faible intensité aux sites EBOB, TBPS et BIDN des récepteurs GABA des vertébrés, ce qui explique sa faible toxicité pour les animaux à sang chaud.
Les traitements, à base de fipronil, sont interdits pour les animaux destinés à la consommation humaine,,.
La toxicité du fipronil a été établie pour des rats de laboratoire, mais n'a pas été observée pour l'humain.
L'Environmental Protection Agency (EPA) américaine classe le fipronil cancérigène possible pour l'Homme catégorie C (catégorie au niveau de risque le plus bas).
L'AFSCA affirme que les œufs contaminés peuvent être consommés en toute sécurité.
Pour les toxicologues de son homologue néerlandais, le Rijksinstituut voor Volksgezondheid en Milieu (RIVM, soit Institut national pour la santé publique et l'environnement), les œufs ne présentent pas de risque aigu pour la santé.

## Réactions
Pour le secrétaire national de la Confédération paysanne (France) : « Ce scandale n’est pas seulement celui de la filière œuf, mais celui de l’agro-industrie et du modèle économique de libre-échange dans lequel elle prospère[source insuffisante] ». La Confédération paysanne a également publié un communiqué plus détaillé[source insuffisante].
Foodwatch dénonce quant à elle le manque de transparence de la part des autorités et des grandes enseignes. Elle accuse ces dernières d'avoir retiré « en catimini » les produits contaminés de leurs rayons sans en avertir le grand public. L'ONG de défense des consommateurs s'est également inquiétée « d'un potentiel risque d'exposition des consommateurs ».
Dans un article intitulé « Œufs contaminés, comment est-ce possible et quels garde-fous pour les consommateurs[source insuffisante] ? », L'Humanité indique une liste, tenue par l'association L214, des entreprises engagées à ne plus commercialiser d'œufs de poules élevées en batterie[source insuffisante].
Edith Schippers, ministre néerlandaise de la Santé, a reconnu que des erreurs ont été commises.

## Conséquences judiciaires
L'utilisation de fipronil étant interdite dans la production de nourriture destinée à la consommation humaine, une enquête criminelle est ouverte. Deux administrateurs de la société Chickfriend, aux Pays-Bas, sont arrêtés le 10 août 2017 et doivent être présentés à un juge-commissaire le 15 août,. En Belgique, le parquet d'Anvers a annoncé onze perquisitions.
Le 29 mai 2018 au matin, l’Agence fédérale pour la sécurité de la chaîne alimentaire est perquisitionnée pour des suspicions de diffusion de fausses informations relatives à la contamination des œufs par le Fipronil.
Le 20 mai 2020, les entreprises Chickfriend et Chickclean sont reconnues coupables par le tribunal d'Arnhem qui rejette leurs recours contre l'État néerlandais ou leurs fournisseurs, le montant des dommages et intérêts devant être déterminé lors d'une autre procédure,.

## Conséquences économiques
À la suite de ce scandale, les ventes d'œufs dans les hyper- et supermarchés français auraient chuté de 8,7 % (entre le 7 et le 13 août). Les œufs de poules élevées en cage en ont le plus souffert, leur vente chutant de 16,5 % sur la même période.
En Belgique, le coût de fabrication de la mayonnaise a augmenté de 5 à 15 centimes d'euros. La crise du Fipronil a coûté 1 million d'euros à la PME Colona.